# ハワード・ヒベット
ハワード・ヒベット（Howard Scott Hibbett, 1920年7月27日 - 2019年3月13日）は、米国の日本文学研究者、ハーバード大学名誉教授。谷崎潤一郎や井原西鶴らの作品を海外に紹介し、日本文学の国際化に寄与した。

## 略歴
1920年、オハイオ州に生まれる。1942年からハーバード・カレッジで日本文学の研究を始め、同年後半から1946年まで首都ワシントンで米軍の日本語教師を務めた。1947年、学士号を取得してカレッジを卒業した後、18世紀の日本文学に関する研究により、1950年にハーバード大学から博士号が授与された。カリフォルニア大学ロサンゼルス校を経て1952年からハーバード大学で教え、1958年にハーバード大学フェアバンク東アジア研究センター教授に就任した。
1959年、井原西鶴を研究した「The Floating World in Japanese Fiction」をイギリスのオックスフォード大学出版局より刊行、翌年にはアメリカでも出版された。ここではヒベットは西鶴作品に「意識的な軽薄さ」を指摘している。1963年には「Seven Japanese tales（七つの日本の小説）」で谷崎潤一郎の「刺青」などをアメリカに紹介した。1964年、グッゲンハイム・フェローシップ賞を受賞し、研究助成金を受けた。1965年から1年間に亘り妻のアキ子と共に日本に滞在し、ドナルド・キーンやエドワード・サイデンステッカーと共に谷崎などと親交を深めた。また、川端康成のノーベル文学賞受賞にも大きく関与した。
ライシャワー研究所では研究員として在籍し、1985年から1988年には同所長を務めている。また、ハーバード大学の学術誌主幹を多年に亘り務めた。ハーバード大学の教え子にはロバート・キャンベルがいる。日本国内の著作では「江戸の笑い」や「笑いと創造」の編者として関わり、日本の笑いについて考究した。2018年、日本文学の優れた英訳の偉功をたたえるミヨシ夫妻賞（第1回）が、コロンビア大学ドナルド・キーン日本文化センターから贈られた。2019年3月13日、心不全によりマサチューセッツ州アーリントンの自宅で死去した。98歳没。

## 日本語著述
- 『江戸の笑い』長谷川強共編 明治書院 1989.3 (国文学研究資料館共同研究報告)
- 『笑いと創造』第1-6集 日本文学と笑い研究会共編 勉誠出版 1998-2010

## 翻訳
- 『ビルマの竪琴』竹山道雄　1966　A Harp of Burma
- 『卍』谷崎潤一郎　Quicksand
- 『瘋癲老人日記』谷崎　Diary of a Mad Old Man
- 『美しさと哀しみと』川端康成　Beauty and Sadness 1975
- Contemporary Japanese Literature: an Anthology of Fiction, Film, and Other Writing since 1945 (1977)

## 英文著作
- The Floating World in Japanese Fiction (Oxford University Press　1959)
- The Japanese comic linked-verse tradition. Harvard-Yenching Institute, 1961
- Modern Japanese; a basic reader 板坂元共著 Harvard University Press, 1965.
- The Chrystanthemum and the Fish: Japanese Humor Since the Age of the Shoguns（菊と魚）講談社インターナショナル (2002)